# Algorithme de Chudnovski
Pour les articles homonymes, voir Chudnovski.
L' algorithme de Chudnovsky est une méthode rapide pour calculer les chiffres de π, basée sur les formules de π de Ramanujan. Il a été publié par les frères Chudnovsky en 1988.
Il a été utilisé pour le calcul du record mondial de 2 700 milliards de chiffres de π en décembre 2009, 10 000 milliards de chiffres en octobre 2011, 22 400 milliards de chiffres en novembre 2016, 31 400 milliards de chiffres en septembre 2018. – janvier 2019, 50 000 milliards de chiffres le 29 janvier 2020, 62 800 milliards de chiffres le 14 août 2021, 100 000 milliards de chiffres le 21 mars 2022, et 105 000 milliards de chiffres le 14 mars 2024.

## Algorithme
L'algorithme est basé sur l'opposé du nombre de Heegner {\displaystyle d=-163}, la fonction j {\displaystyle j\left({\tfrac {1+i{\sqrt {163}}}{2}}\right)=-640320^{3}}, et sur la série hypergéométrique généralisée à convergence rapide ci-dessous: {\displaystyle {\frac {1}{\pi }}=12\sum _{k=0}^{\infty }{\frac {(-1)^{k}(6k)!(545140134k+13591409)}{(3k)!(k!)^{3}(640320)^{3k+3/2}}}}Une preuve détaillée de cette formule peut être trouvée ici :
Cette identité est similaire à certaines formules de Ramanujan impliquant π, et est un exemple de série Ramanujan-Sato.
La complexité temporelle de l'algorithme est en {\displaystyle O\left(n(\log n)^{3}\right)}.

## Optimisations
La technique d'optimisation utilisée pour les calculs du record du monde est appelée division binaire.

### Fractionnement binaire
Un facteur de {\textstyle 1/{640320^{3/2}}} peut être retiré de la somme et simplifié en{\displaystyle {\frac {1}{\pi }}={\frac {1}{426880{\sqrt {10005}}}}\sum _{k=0}^{\infty }{\frac {(-1)^{k}(6k)!(545140134k+13591409)}{(3k)!(k!)^{3}(640320)^{3k}}}}
Soit {\displaystyle f(n)={\frac {(-1)^{n}(6n)!}{(3n)!(n!)^{3}(640320)^{3n}}}}, et en substituant dans la somme.{\displaystyle {\frac {1}{\pi }}={\frac {1}{426880{\sqrt {10005}}}}\sum _{k=0}^{\infty }{f(k)\cdot (545140134k+13591409)}}{\displaystyle {\frac {f(n)}{f(n-1)}}} peut être simplifié en {\displaystyle {\frac {-(6n-1)(2n-1)(6n-5)}{10939058860032000n^{3}}}}, donc{\displaystyle f(n)=f(n-1)\cdot {\frac {-(6n-1)(2n-1)(6n-5)}{10939058860032000n^{3}}}}{\displaystyle f(0)=1} par définition de {\displaystyle f}, donc{\displaystyle f(n)=\prod _{j=1}^{n}{\frac {-(6j-1)(2j-1)(6j-5)}{10939058860032000j^{3}}}}Cette définition de {\displaystyle f} n'est pas défini pour {\displaystyle n=0}, on calcule donc le premier terme de la somme et l'ajoute à  la nouvelle définition de {\displaystyle f} en partant de  {\displaystyle n=1}{\displaystyle {\frac {1}{\pi }}={\frac {1}{426880{\sqrt {10005}}}}{\Bigg (}13591409+\sum _{k=1}^{\infty }{{\Bigg (}\prod _{j=1}^{k}{\frac {-(6j-1)(2j-1)(6j-5)}{10939058860032000j^{3}}}{\Bigg )}\cdot (545140134k+13591409)}{\Bigg )}}Soit {\displaystyle P(a,b)=\prod _{j=a}^{b-1}{-(6j-1)(2j-1)(6j-5)}} et {\displaystyle Q(a,b)=\prod _{j=a}^{b-1}{10939058860032000j^{3}}}, donc{\displaystyle {\frac {1}{\pi }}={\frac {1}{426880{\sqrt {10005}}}}{\Bigg (}13591409+\sum _{k=1}^{\infty }{{\frac {P(1,k+1)}{Q(1,k+1)}}\cdot (545140134k+13591409)}{\Bigg )}}Soit {\displaystyle S(a,b)=\sum _{k=a}^{b-1}{{\frac {P(a,k+1)}{Q(a,k+1)}}\cdot (545140134k+13591409)}} et {\displaystyle R(a,b)=Q(a,b)\cdot S(a,b)}{\displaystyle \pi ={\frac {426880{\sqrt {10005}}}{13591409+S(1,\infty )}}}{\displaystyle S(1,\infty )} est une limite qui ne peut être qu'approché, on calcule à la place {\displaystyle S(1,n)} et lorsque {\displaystyle n} se rapproches de {\displaystyle \infty }, l'approximation de {\displaystyle \pi } l'approximation s'améliore.{\displaystyle \pi \approx {\frac {426880{\sqrt {10005}}}{13591409+S(1,n)}}}Par définition originale de {\displaystyle R}, {\displaystyle S(a,b)={\frac {R(a,b)}{Q(a,b)}}}{\displaystyle \pi \approx {\frac {426880{\sqrt {10005}}\cdot Q(1,n)}{13591409Q(1,n)+R(1,n)}}}

#### Calcul récursif des fonctions
- {\displaystyle P(a,b)=P(a,m)\cdot P(m,b)}

- {\displaystyle Q(a,b)=Q(a,m)\cdot Q(m,b)}
- {\displaystyle S(a,b)=S(a,m)+{\frac {P(a,m)}{Q(a,m)}}S(m,b)}
- {\displaystyle R(a,b)=Q(m,b)R(a,m)+P(a,m)R(m,b)}

#### Construction de la récursion
Si {\displaystyle b=a+1}
- {\displaystyle P(a,a+1)=-(6a-1)(2a-1)(6a-5)}
- {\displaystyle Q(a,a+1)=10939058860032000a^{3}}
- {\displaystyle S(a,a+1)={\frac {P(a,a+1)}{Q(a,a+1)}}\cdot (545140134a+13591409)}
- {\displaystyle R(a,a+1)=P(a,a+1)\cdot (545140134a+13591409)}

#### Code Python
```
import
 
decimal

def
 
binary_split
(
a
,
 
b
):

    
if
 
b
 
==
 
a
 
+
 
1
:

        
Pab
 
=
 
-
(
6
*
a
 
-
 
5
)
*
(
2
*
a
 
-
 
1
)
*
(
6
*
a
 
-
 
1
)

        
Qab
 
=
 
10939058860032000
 
*
 
a
**
3

        
Rab
 
=
 
Pab
 
*
 
(
545140134
*
a
 
+
 
13591409
)

    
else
:

        
m
 
=
 
(
a
 
+
 
b
)
 
//
 
2

        
Pam
,
 
Qam
,
 
Ram
 
=
 
binary_split
(
a
,
 
m
)

        
Pmb
,
 
Qmb
,
 
Rmb
 
=
 
binary_split
(
m
,
 
b
)

        

        
Pab
 
=
 
Pam
 
*
 
Pmb

        
Qab
 
=
 
Qam
 
*
 
Qmb

        
Rab
 
=
 
Qmb
 
*
 
Ram
 
+
 
Pam
 
*
 
Rmb

    
return
 
Pab
,
 
Qab
,
 
Rab

def
 
chudnovsky
(
n
):

    
"""Chudnovsky algorithm."""

    
P1n
,
 
Q1n
,
 
R1n
 
=
 
binary_split
(
1
,
 
n
)

    
return
 
(
426880
 
*
 
decimal
.
Decimal
(
10005
)
.
sqrt
()
 
*
 
Q1n
)
 
/
 
(
13591409
*
Q1n
 
+
 
R1n
)

print
(
chudnovsky
(
2
))
  
# 3.141592653589793238462643384

decimal
.
getcontext
()
.
prec
 
=
 
100

for
 
n
 
in
 
range
(
2
,
10
):

    
print
(
f
"
{
n
=}
 
{
chudnovsky
(
n
)
}
"
)
  
# 3.14159265358979323846264338...

```

## Remarques
{\displaystyle e^{\pi {\sqrt {163}}}\approx 640320^{3}+743.99999999999925\dots }
{\displaystyle 640320^{3}/24=10939058860032000}
{\displaystyle 545140134=163\cdot 127\cdot 19\cdot 11\cdot 7\cdot 3^{2}\cdot 2}
{\displaystyle 13591409=13\cdot 1045493}